# Olympische Sommerspiele 1996/Teilnehmer (Irland)
| Gelbes Symbol für Goldmedaillen mit stilisierten Olympischen Ringen | Graues Symbol für Silbermedaillen mit stilisierten Olympischen Ringen | Braundes Symbol für Bronzemedaillen mit stilisierten Olympischen Ringen |
| ------------------------------------------------------------------- | --------------------------------------------------------------------- | ----------------------------------------------------------------------- |
| 3                                                                   | —                                                                     | 1                                                                       |

Irland nahm bei den Olympischen Sommerspielen 1996 in der US-amerikanischen Metropole Atlanta mit 78 Sportlern, 16 Frauen und 62 Männern, in 13 Sportarten teil.
Seit 1924 war es die 16. Teilnahme Irlands bei Olympischen Sommerspielen.

## Flaggenträger
Der Boxer Francie Barrett trug die Flagge Irlands während der Eröffnungsfeier am 19. Juli im Centennial Olympic Stadium.

## Medaillengewinner
Mit drei gewonnenen Gold- und einer Bronzemedaille belegte das irische Team Platz 28 im Medaillenspiegel.

### Gold
| Name           | Sportart  | Wettkämpfe                                                                 |
| -------------- | --------- | -------------------------------------------------------------------------- |
| Michelle Smith | Schwimmen | Frauen, 400 Meter Freistil Frauen, 200 Meter Lagen Frauen, 400 Meter Lagen |

### Bronze
| Name           | Sportart  | Wettkampf                       |
| -------------- | --------- | ------------------------------- |
| Michelle Smith | Schwimmen | Frauen, 200 Meter Schmetterling |

## Teilnehmer nach Sportarten

### Bogenschießen
- Keith Hanlon
Einzel: 22. Platz

### Boxen
- Damaen Kelly
Fliegengewicht: 5. Platz
- Francie Barrett
Halbweltergewicht: 9. Platz
- Brian Magee
Mittelgewicht: 5. Platz
- Cathal O’Grady
Schwergewicht: 17. Platz

### Judo
- Sean Sullivan
Superleichtgewicht: 33. Platz
- Ciarán Ward
Halbleichtgewicht: 21. Platz

### Kanu
- Conor Maloney
Zweier-Kajak, 500 Meter: Viertelfinale
Zweier-Kajak, 1000 Meter: Viertelfinale
- Gary Mawer
Zweier-Kajak, 500 Meter: Viertelfinale
Zweier-Kajak, 1000 Meter: Viertelfinale
- Ian Wiley
Einer-Kajak, Slalom: 5. Platz
- Andrew Boland
Einer-Kajak, Slalom: 40. Platz
- Mike Corcoran
Einer-Canadier, Slalom: 10. Platz
- Stephen O’Flaherty
Einer-Canadier, Slalom: 25. Platz

### Leichtathletik
- Neil Ryan
100 Meter: Vorläufe
- Gary Ryan
200 Meter: Viertelfinale
- Eugene Farrell
400 Meter: Vorläufe
- David Matthews
800 Meter: Halbfinale
- Shane Healy
1500 Meter: Halbfinale
- Niall Bruton
1500 Meter: Halbfinale
- Marcus O’Sullivan
1500 Meter: Vorläufe
- Cormac Finnerty
5000 Meter: Halbfinale
- Sean Dollman
10.000 Meter: Vorläufe
- T. J. Kearns
110 Meter Hürden: Viertelfinale
- Seán Cahill
110 Meter Hürden: Vorläufe
- Tom McGuirk
400 Meter Hürden: Vorläufe
- Jimmy McDonald
20 Kilometer Gehen: 51. Platz
- Mark Mandy
Hochsprung: 23. Platz in der Qualifikation
- Nick Sweeney
Diskuswurf: 13. Platz in der Qualifikation
- Roman Linscheid
Hammerwurf: 33. Platz in der Qualifikation
- Terry McHugh
Speerwurf: 29. Platz in der Qualifikation
- Sinéad Delahunty
Frauen, 1500 Meter: Halbfinale
- Sonia O’Sullivan
Frauen, 1500 Meter: Vorläufe
Frauen, 5000 Meter: ??
- Katy McCandless
Frauen, 5000 Meter: Vorläufe
- Marie McMahon-Davenport
Frauen, 5000 Meter: Vorläufe
- Catherina McKiernan
Frauen, 10.000 Meter: 11. Platz
- Susan Smith-Walsh
Frauen, 400 Meter Hürden: Halbfinale
- Deirdre Gallagher
Frauen, 10 Kilometer Gehen: 23. Platz

### Radsport
- David McCann
Straßenrennen, Einzel: 72. Platz
- Phillip Collins
4000 Meter Einzelverfolgung: 16. Platz
- Declan Lonergan
Punkterennen: 22. Platz
- Martin Earley
Mountainbike, Cross-Country: 25. Platz
- Alister Martin
Mountainbike, Cross-Country: 32. Platz

### Reiten
- Heike Holstein
Dressur, Einzel: 26. Platz
- Peter Charles
Springreiten, Einzel: 11. Platz
Springreiten, Mannschaft: 8. Platz
- Jessica Chesney-Kürten
Springreiten, Einzel: 34. Platz in der Qualifikation
Springreiten, Mannschaft: 8. Platz
- Eddie Macken
Springreiten, Einzel: 37. Platz in der Qualifikation
Springreiten, Mannschaft: 8. Platz
- Damian Gardiner
Springreiten, Einzel: 64. Platz in der Qualifikation
Springreiten, Mannschaft: 8. Platz
- David Foster
Vielseitigkeit, Einzel: ??
Vielseitigkeit, Mannschaft: 11. Platz
- Virginia McGrath
Vielseitigkeit, Mannschaft: 11. Platz
- Alfie Buller
Vielseitigkeit, Mannschaft: 11. Platz
- Eric Smiley
Vielseitigkeit, Mannschaft: 11. Platz

### Rudern
- Brendan Dolan
Leichtgewichts-Doppelzweier: Halbfinale
- Niall O’Toole
Leichtgewichts-Doppelzweier: Halbfinale
- Derek Holland
Leichtgewichts-Vierer ohne Steuermann: 4. Platz
- Sam Lynch
Leichtgewichts-Vierer ohne Steuermann: 4. Platz
- Neville Maxwell
Leichtgewichts-Vierer ohne Steuermann: 4. Platz
- Tony O’Connor
Leichtgewichts-Vierer ohne Steuermann: 4. Platz

### Schießen
- Gary Duff
Kleinkaliber, liegend: 52. Platz
- Thomas Allen
Trap: 42. Platz
Doppeltrap: 25. Platz
- Rhona Barry
Frauen, Luftgewehr: 43. Platz

### Schwimmen
- Nick O’Hare
50 Meter Freistil: 48. Platz
- Earl McCarthy
100 Meter Freistil: 27. Platz
200 Meter Freistil: 29. Platz
- Adrian O’Connor
100 Meter Rücken: 41. Platz
200 Meter Rücken: 35. Platz
- Marion Madine
Frauen, 200 Meter Freistil: 27. Platz
Frauen, 100 Meter Schmetterling: 32. Platz
- Michelle Smith
Frauen, 400 Meter Freistil: Gold 
Frauen, 200 Meter Schmetterling: Bronze 
Frauen, 200 Meter Lagen: Gold 
Frauen, 400 Meter Lagen: Gold

### Segeln
- John Driscoll
Finn-Dinghy: 24. Platz
- Mark Lyttle
Laser: 11. Platz
- Mark Mansfield
Star: 12. Platz
- David Burrows
Star: 12. Platz
- Marshall King
Soling: 16. Platz
- Garrett Connolly
Soling: 16. Platz
- Dan O’Grady
Soling: 16. Platz
- Aisling Byrne-Bowman
Frauen, Europe: 10. Platz
- Denise Lyttle
Frauen, 470er: 13. Platz
- Louise Cole
Frauen, 470er: 13. Platz

### Tennis
- Scott Barron
Doppel: 17. Platz
- Owen Casey
Doppel: 17. Platz

### Turnen
- Barry McDonald
Einzelmehrkampf: 74. Platz in der Qualifikation
Barren: 82. Platz in der Qualifikation
Boden: 91. Platz in der Qualifikation
Pferdsprung: 95. Platz in der Qualifikation
Reck: 93. Platz in der Qualifikation
Ringe: 95. Platz in der Qualifikation
Seitpferd: 87. Platz in der Qualifikation